# 岡山県道342号大垪和西小山旭線
岡山県道342号大垪和西小山旭線（おかやまけんどう342ごう おおはがにしこやまあさひせん）は、岡山県久米郡美咲町を通る一般県道である。

## 概要
久米郡美咲町大垪和西と久米郡美咲町西川を結ぶ。

### 路線データ
- 起点：岡山県久米郡美咲町大垪和西（岡山県道373号栃原久米南線交点）
- 終点：岡山県久米郡美咲町西川（国道429号交点）

## 路線状況

### 重複区間
- 岡山県道341号坪井下栃原線（久米郡美咲町東垪和）

## 地理

### 通過する自治体
- 岡山県
  - 久米郡美咲町

### 交差する道路
| 交差する道路                           | 交差する場所 | 交差する場所 |
| -------------------------------------- | ------------ | ------------ |
| 岡山県道373号栃原久米南線              | 大垪和西     | 起点         |
| 岡山県道455号小山桑上線                | 小山         |              |
| 岡山県道341号坪井下栃原線 重複区間起点 | 東垪和       |              |
| 岡山県道341号坪井下栃原線 重複区間終点 | 東垪和       |              |
| 国道429号                              | 西川         | 終点         |

### 沿線
- 美咲警察署 大垪和駐在所（起点付近）
- 大垪和郵便局（起点付近）